# Карповский Северный блок
 Карповский Северный Блок — нефтегазоконденсатное месторождение, расположенное в Западно-Казахстанской области, в 40 км к северо-западу от г. Уральска, на внешнем борту Прикаспийской впадины.

## О месторождении
Блок «Карповский Северный» расположен на внешнем борту Прикаспийской впадины в пределах тектонических элементов Карповского выступа и Погодаево-Остафьевского прогиба. Общая площадь геологического отвода составляет 1669.2 км2.
Прогнозируемые РД КМГ суммарные перспективные извлекаемые ресурсы углеводородов (Р50) составляют 240 млн б. н. э.: газа — 98 млн б. н. э. (17 млрд м3); нефти и конденсата — 142 млн б. н. э.

По состоянию на 2013 год месторождение разрабатывает ТОО «Карповский Северный».